# Fläcken som aldrig går bort
Fläcken som aldrig går bort är reggaeartisten Kapten Röds andra album, släppt 2011 av skivbolaget SwingKids Productions. Albumet nådde nr 4 på den svenska albumlistan.

## Låtlista
1. "Ju mer dom spottar" – 3:13
2. "Saknade vänner" – 3:47
3. "Pantad & såld" – 3:37
4. "In kommer ting" – 3:00
5. "Färgernas krig" – 4:00
6. "1.000.000 nollor" – 3:47
7. "Pankman anthem" – 3:56
8. "Bua!" (med Promoe) – 3:56
9. "Ett snedsteg bort" – 3:26
10. "Framåt för evigt" – 3:31
11. "Blommor vid Oscarsleden" – 4:27
12. "Wasteman Blues" – 5:08